# باشکوه (آلبوم فاکسز)
باشکوه(به انگلیسی: Glorious) اولین آلبوم استودیویی از فاکسز است که در۱۲ مه ۲۰۱۴منتشر شد.